# دونی لوان
دونی لَوان (به فرانسوی: Denis Lavant) (زادهٔ ۱۷ ژوئیه ۱۹۶۱) یک هنرپیشهٔ فرانسوی است. شهرت اصلی او به خاطر بازی در فیلم‌هایی است که به فعالیت‌های بدنی ویژه از جمله رقص و حرکات آکروباتیک نیاز دارند. لوان به همکاری طولانی مدت با لئوس کاراکس، کارگردان فرانسوی شهره است. او نقش اصلی را در همهٔ فیلم‌های کاراکس، به جز یکی، بازی کرده‌است.
لوان در سال ۲۰۱۲ به خاطر بازی در فیلم موتورهای مقدس برندهٔ چند جایزهٔ بین‌المللی، از جمله هوگوی نقره‌ای از جشنواره بین‌المللی فیلم شیکاگو شد.
او در فیلم امپراطوری از پاریس بازی کرده‌است.